# Zemgales priekšpilsēta
Zemgales priekšpilsēta (Semgallens forstad; tidligere Jelgavas priekšpilsēta og Rīgas Ļeņina rajons) er én af Rigas, hovedstaden i Letlands, seks territoriale administrative enheder. Zemgales priekšpilsēta ligger langs Daugavas venstre bred, i byens sydvestlige del. Zemgales priekšpilsētas areal udgør 41 kvadratkilometer (13,34% af Rigas samlede areal), og antallet af indbyggere udgjorde 131.451 per 1. januar 2012 (14,8% af Rigas samlede indbyggertal).

## Historie
I 1787, efter ordre af Kejserriget Ruslands zarina Katharina den Store, blev en tredje territorial administrativ enhed oprettet i Riga, på den tid under navnet Mitauer Vorstadt (lettisk: Jelgavas priekšpilsēta, russisk: Митавский форштадт eller Митавская часть).
Efter besættelsen af Letland i 1940 omdannedes forstaden til Pārdaugavas rajons, der hurtigt blev omdøbt til Ļeņina rajons. I 1956 blev Ļeņina rajons lagt sammen med Sarkanarmijas rajons. Den 16. maj 1969 udskiltes Ļeņina rajons nordlige og nordvestlige dele og Ļeņingradas rajons blev dannet. Efter genopretningen af Republikken Letland blev Ļeņina rajons i 1990 omdøbt til det nuværende Zemgales priekšpilsēta.